# Nicky Low
Nicholas Low (* 6. Januar 1992 in Greenock) ist ein schottischer Fußballspieler, der beim FC East Stirlingshire unter Vertrag steht.

## Karriere

### Verein
Low spielte zu Beginn der Karriere in seiner Heimatstadt Greenock in der Jugend des Greenock Morton Football Club. Später wechselte er zum FC Aberdeen, für den er im Jahr 2010 das Debüt als Profi feierte. Der Einsatz im Ligaspiel der Saison 2009/10 gegen Heart of Midlothian blieb der letzte in der Spielzeit für Low. Für die erste Mannschaft des FC Aberdeen sollte er in beiden folgenden Spielzeiten 2010/11 und 2011/12 jeweils auch nur einmal zum Einsatz kommen, sodass er zu Beginn der neuen Spielzeit 2011/12 an den damaligen Zweitligisten Forfar Athletic verliehen wurde um Spielpraxis zu sammeln. In der als die Sky Blues bekannten Mannschaft konnte sich Low schnell einen Stammplatz erkämpfen und kam bis zum Saisonende in 29 Ligapartien zum Einsatz und erzielte als Defensivspieler sechs Tore. Von Oktober 2012 bis Januar 2013 spielte er auf Leihbasis für Alloa Athletic. In der Sommerpause 2015 folgte der Wechsel zum FC Dundee.

### Nationalmannschaft
Low kam im Jahr 2009 viermal in der schottischen U-17 Nationalmannschaft zum Einsatz. Sein Debüt für die Juniorenauswahl gab er unter Trainer Ross Mathie im Januar 2009 gegen Malta.

## Erfolge
mit dem FC Aberdeen:
- Scottish League Cup: 2013/14